# V. Tóth László
V. Tóth László (Szombathely, 1930. április 18. – 2001. november 22.) festő, grafikus.

## Életútja
1950 és 1954 között a Magyar Képzőművészeti Főiskolán tanult, ahol mesterei Fónyi Géza, Hincz Gyula és Pap Gyula voltak. Egy darabig rajztanár volt, 1964-től szerepelt kiállításokon. Festményei és grafikái elsősorban vasi és dunántúli tájakat és városrészleteket ábrázolnak.

## Egyéni kiállítások
- 1964, 1980, 1986, 1992 • Derkovits Terem, Szombathely
- 1967 • Festőterem, Sopron
- 1969 • Savaria Múzeum, Szombathely
- 1974 • Körmend
- 1975, 1984 • Kisfaludi Strobl Terem, Zalaegerszeg (kat.)
- 1977 • Képcsarnok, Győr
- 1982 • Paál Terem • Vár Galéria, Kőszeg

## Válogatott csoportos kiállítások
- 1960-65 • Stúdió kiállítások
- 1967, 1975 • Pannónia Biennálé
- 1974 • České Budějovice
- 1976 • Csók Képtár, Székesfehérvár

## Művek közgyűjteményekben
Szombathelyi Képtár, Szombathely